# Ахмад, Фаиз
Фаиз Ахмад (Персидский فیض احمد) — афганский военный и общественный деятель, лидер маоистской группировки «Организация освобождения Афганистана».

## Биография
Фаиз Ахмад родился в Кандагаре в 1946 году. Еще в школе он проявлял интерес к общественно-политической литературе. После окончания школы поступил на медицинский факультет Кабульского университета. Фаиз Ахмад не был членом Прогрессивной молодежной организации, но тем не менее, к нему всегда обращались за советом при организации различных политических мероприятий. В результате государственного переворота в 1973 году монархия была свергнута, а двоюродный брат короля Захир Шаха Мухаммед Дауд провозгласил Афганистан республикой, а сам стал президентом. В 1977 году Дауд созывает Лойя джиргу для ратификации представленной им новой Конституции. Протестуя против этих событий, Фаиз Ахмад создал Организацию освобождения Афганистана которая стояла на маоистских позициях.
В 1976 году он женился на Мине Кешвар Камаль.
После ввода советских войск в Афганистан в 1979 году, Фаиз Ахмад выступил резко с критикой это решения и призвал людей к вооруженному сопротивлению. Главными врагами для себя он считал не только советскую армию в Афганистане, но и исламскую партию Афганистана Гульбеддина Хекматияра. Напряженная ситуация в стране и разногласия в руководстве организации в условиях продолжающейся борьбы с исламскими фундаменталистами, негативно сказались на состоянии здоровья Фаиза Ахмада. Помимо язвы желудка, у Фаиза Ахмада в 1986 году возникли проблемы с сердцем.
12 ноября 1986 года Фаиз Ахмад был похищен людьми Хекматияра. Он был подвергнут пыткам, в результате чего умер.